# Abandonware

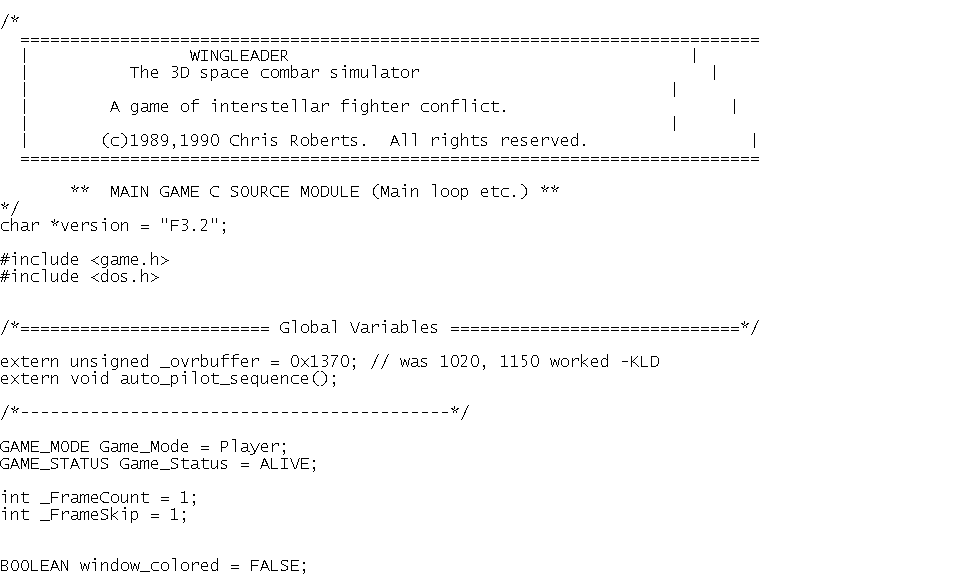
A Wing Commander egy rövid részlete

Az abandonware (az abandoned, elhagyatott és a software szavakból) olyan szoftver (általában számítógépes játék), ami nem új, és már nem árusítják. Az abandonware kifejezés célja az ilyen szoftverek másolásának legitimizációja: a szerzői jog tiltja az engedély nélküli másolást, akkor is, ha az, aki engedélyezhetné az adott szoftvert, nem törődik már vele, esetleg a gyártó cég felvásárlása, más cégekkel való egyesülése vagy megszűnése miatt nem is lehet tudni, ki az. Számos régi játéknak a ma is játszható formátumúra alakítása a másolásvédelmi eljárások megkerülése miatt is törvénysértő. (2006 óta az USA-ban a Digital Millennium Copyright Act alóli egyik kivétel a kereskedelmi forgalomban már nem lévő játékok védelmének feltörése archiválási célra.)

## Története
A régi szoftverek másolása egyidős a személyi számítógépekkel, de igazán elterjedtté az Internet megjelenése után vált. 1997 februárjában Peter Ringering számos régi játékokat gyűjtő oldalt és rajongói fórumot összefogva létrehozta az Abandonware Ring nevű webringet. Októberben a szoftvercégek szerzői jogait védő Interactive Digital Software Association „cease and desist” levelet küldött a webring minden tagjának; ennek hatására legtöbbjük beszüntette a működését, de számtalan új weboldal jött létre. Ekkor született többek között a Classic Trash és a Home of the Underdogs.